# Arnaldo Carli
Arnaldo Carli (ur. 30 lipca 1901 w Mediolanie, zm. 14 września 1972 w Corsico) – włoski kolarz torowy i szosowy, złoty medalista olimpijski.

## Kariera
Największy sukces w karierze Arnaldo Carli osiągnął w 1920 roku, kiedy wspólnie z Franco Giorgettim, Ruggero Ferrario i Primo Magnanim wywalczył złoty medal w drużynowym wyścigu na dochodzenie podczas igrzysk olimpijskich w Antwerpii. Był to jedyny medal wywalczony przez Carliego na międzynarodowej imprezie tej rangi. Był to również jego jedyny start olimpijski. W latach 1926 i 1931 wystartował w Giro d’Italia, ale w obu przypadkach nie ukończył rywalizacji. Nigdy nie zdobył medalu na torowych ani szosowych mistrzostwach świata.